# Dungchen

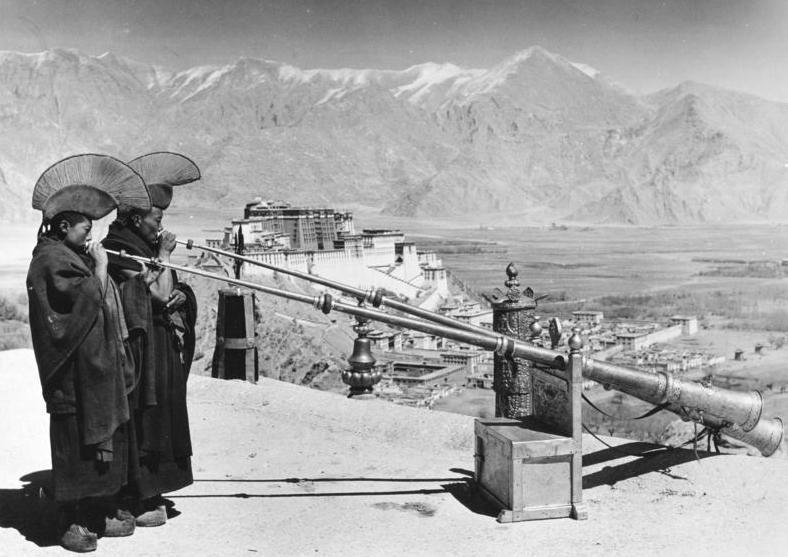
Par de Dungchen fotografiados en 1938 por una expedición alemana

El dungchen (tibetano: དུང་ཆེན) es una larga trompeta metálica utilizada en las ceremonias del budismo tibetano. Es posiblemente el instrumento más ampliamente usado en la cultura budista del Tíbet. 
Se le utiliza comúnmente en pares o grupos mayores, y su sonido suele compararse al barritar de los elefantes. Su longitud es variable, pudiendo alcanzar los 7 metros. Cada una de las trompetas consta de un tubo cónico de cobre dividido en tres secciones que encajan a manera de telescopio. La superficie está cubierta en su totalidad por relieves o tallados con motivos abstractos y  fito-zoomorfos.
Tsultrim Allione describe el sonido del dungchen de la siguiente manera:

Es un largo, profundo, zumbador, y evocador lamento que te lleva a algún lugar más allá de los picos más altos del Himalaya y, al mismo tiempo al útero de tu madre.

## Véase también

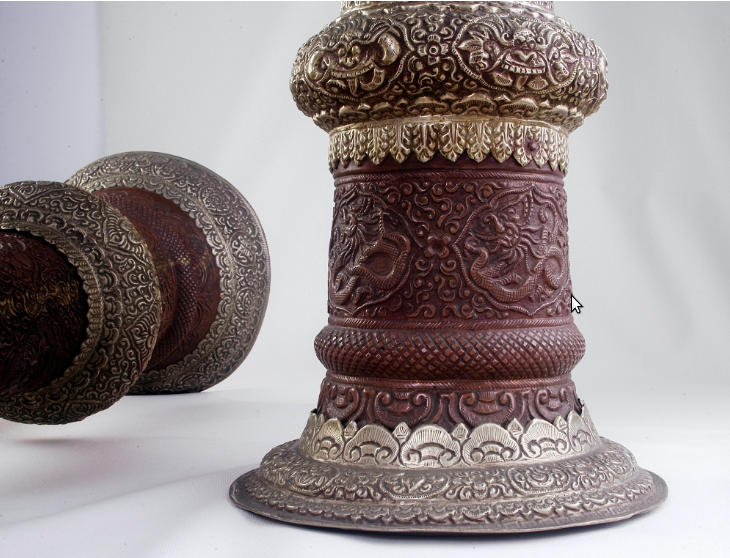
Dungchen (detalle). Colección del Museo Azzarini